# Mats Lindgren
Mats Lindgren, född 1 oktober 1974, är en före detta ishockeyspelare från Skellefteå. Han började sin karriär i moderklubben Skellefteå AIK för att sedan fortsätta i Elitserien där han spelade för Färjestads BK under två säsonger (1993-1995). Därefter blev det spel i NHL där han representerade klubbarna Edmonton Oilers, New York Islanders och Vancouver Canucks.
Under hans nio år i Nordamerika (1995-2004) förstördes två säsonger helt på grund av olika skador. Ytterligare fem säsonger blev delvis förstörda av skador.
Efter att skadorna till slut satt stopp för hans fortsatta spelarkarriär 2004, blev Lindgren assisterande tränare för Skellefteå AIK mellan säsongerna 2005/06 - 2009/10.
Mats spelade totalt 387 matcher i NHL och gjorde 54 mål, 74 assist, totalt 128 poäng.
Han blev utnämnd till årets rookie i Elitserien säsongen 1993/1994 och spelade i Tre kronor under de olympiska vinterspelen 1998 i Nagano.
Mats har även vunnit silver i J-VM 1993 samt 1994.
Säsongen 2012/2013 jobbar han som assisterande tränare i AIK Ishockey.

## Meriter
- Årets nykomling 1993/1994
- Junior-VM-silver 1993, 1994
- Winnipeg Jets första val, 15:e totalt i NHL-draften 1993.
- 15 A-landskamper
- 7 B-landskamper
- 49 J-landskamper

## Klubbar
- Vancouver Canucks 2002-2003
- Manitoba Moose 2002-2003
- New York Islanders 1999-2002
- Edmonton Oilers 1996-1999
- Hamilton Bulldogs 1996-1997
- Cape Breton Oilers 1995-1996
- Färjestads BK 1993-1995
- Skellefteå AIK -1993